# Cavansita
La cavansita es un mineral de la clase de los filosilicatos. Fue descubierto en 1967 y nombrado así por su composición química: CAlcio + VANadio + SIlicio.

## Características químicas
Es un dimorfo de la pentagonita. Algunos autores sugieren que la cavansita es una forma a baja temperatura mientras que la pentagonita es la forma a alta temperatura.

## Formación y yacimientos
Suele aparecer rellenando vesículas en el basalto. Es un mineral secundario producto del metamorfismo en rocas basálticas.

## Información para su identificación
La cavansita es un mineral distintivo. Tiende a formar agregados de cristal, generalmente en forma de bolas, de hasta un par de centímetros de tamaño. A veces las bolas son lo suficientemente gruesas como para permitir que se vean los cristales individuales. En raras ocasiones, la cavansita forma agregados en forma de corbatín. El color de la cavansita es distintivo, casi siempre un azul intenso y brillante. El color es el mismo que su dimorfo, la pentagonita, pero esta última es generalmente mucho más puntiaguda con cristales en hoja. Finalmente, los minerales asociados son útiles para la identificación, ya que la cavansita se encuentra frecuentemente sobre una matriz de zeolitas o apofilitas.